# Скачинци
Скачинци (мкд. Скачинци) су насеље у Северној Македонији, у средишњем делу државе. Скачинци управно припадају општини Градско.

## Географија
Скачинци су смештени у средишњем делу Северне Македоније. Од најближег већег града, Велеса, насеље је удаљено 20 km јужно.
Рељеф: Насеље Скачинци се налази у историјској области Тиквеш. Село је положено изнад долине Вардара, на источним падинама планине Клепе. Насеље је положено на приближно 630 метара надморске висине. 
Месна клима је континентална.

## Становништво
Скачинци су према последњем попису из 2002. године били без становника. 
Већинско становништво у насељу били су етнички Македонци.
Претежна вероисповест месног становништва било је православље.